# 東京都交通局H形電車

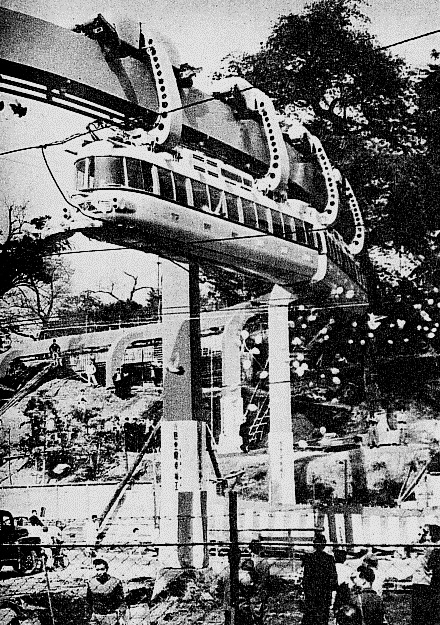
試運転中のH形（1957年）

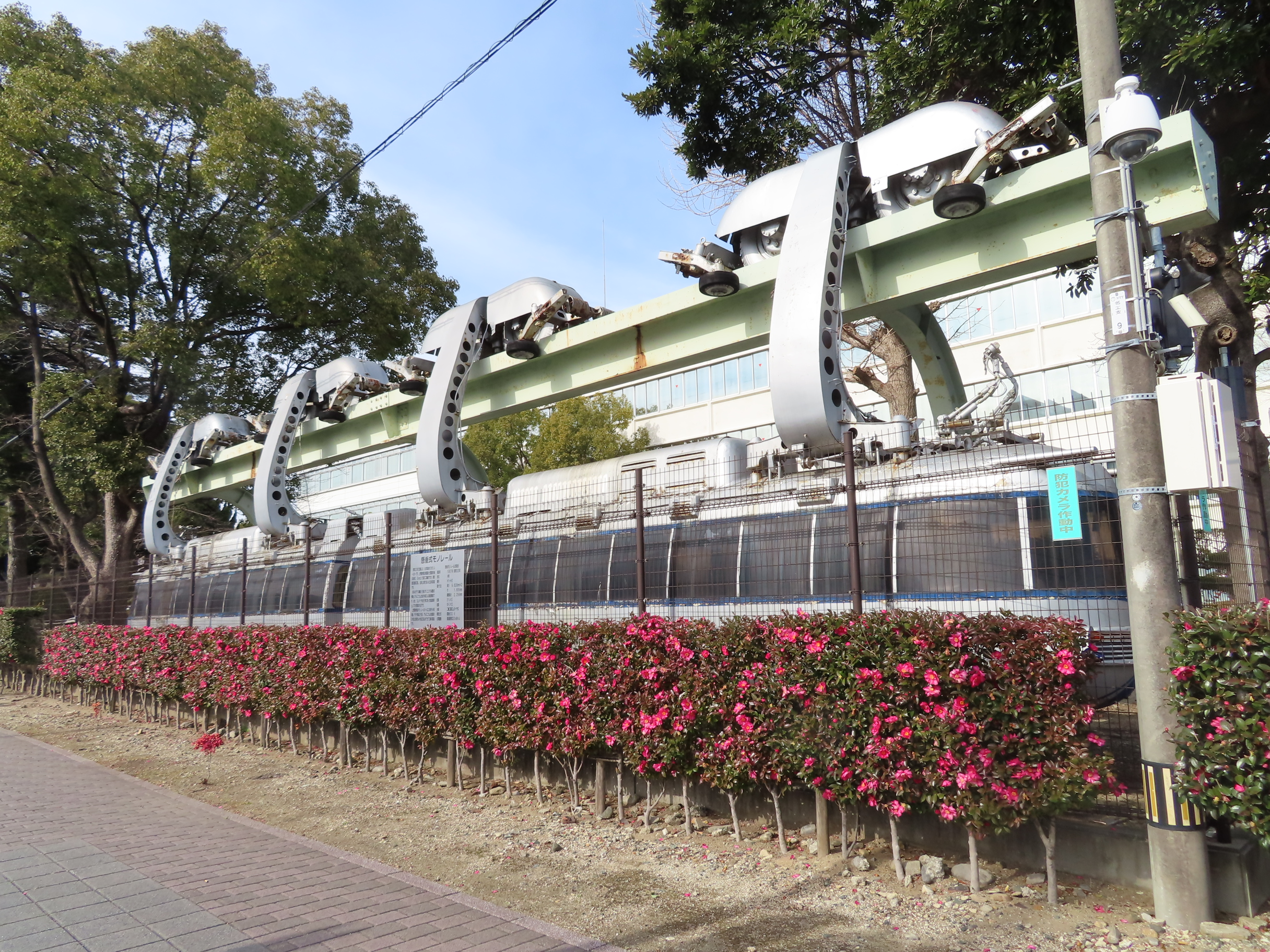
日本車輌豊川工場に保存されている東京都交通局H形電車

東京都交通局H形電車（とうきょうとこうつうきょくHがたでんしゃ）は東京都交通局上野懸垂線（上野モノレール）で使用された日本初の懸垂式モノレール車両である。

## 概要
1957年（昭和32年）に日本車輌にて製造。上野懸垂線の開業に伴い導入。車体はアルミニウム合金製でライン状に連なっている窓とアルミ車体と青帯の車体が特徴。

## 主要諸元
- 製造初年 1957年
- 形式 H形
- 全長 9,828 mm
- 全幅 1,658 mm
- 全高 2,256 mm
- 定員 31人
- 自重 6 トン
- 電気方式 直流600 ボルト

## 保存車
1966年11月30日をもって運転終了。9年間に渡り活躍した。引退後は製造元である日本車輌豊川工場にて静態保存されている。敷地外からもその姿を見ることができ、車輌の状態も良好である。